# Roswell P. Flower

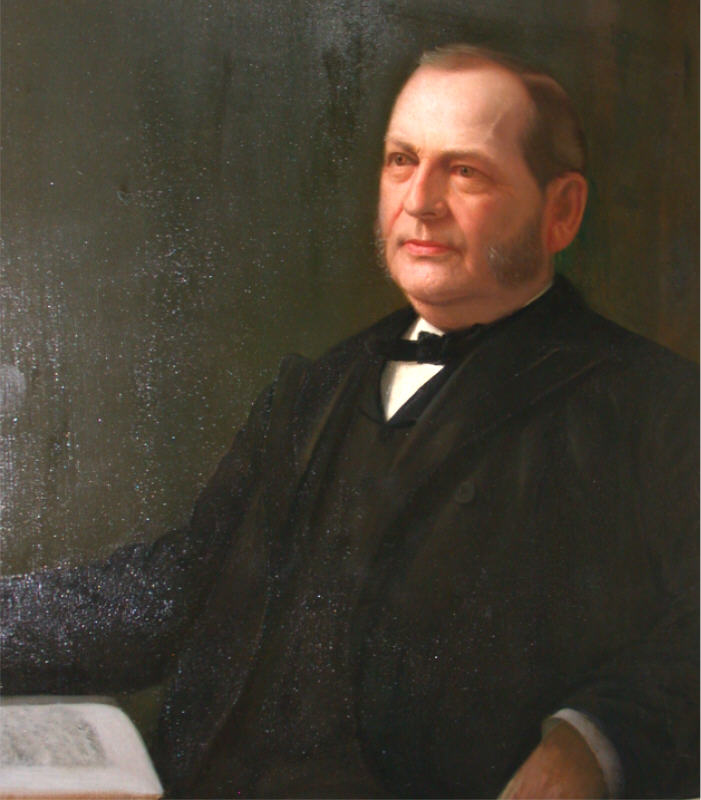
Roswell P. Flower

Roswell Pettibone Flower (* 7. August 1835 in Theresa, Jefferson County, New York; † 12. Mai 1899 in Eastport, New York) war ein US-amerikanischer Politiker und von 1892 bis 1895 Gouverneur des Bundesstaates New York. Zwischen 1881 und 1891 war er zweimal Abgeordneter im US-Repräsentantenhaus.

## Frühe Jahre
Roswell Flower besuchte die öffentlichen Schulen seiner Heimat und dann bis 1851 die Theresa High School. Danach wurde er als Makler und im Bankgewerbe tätig. Von 1854 bis 1860 war er stellvertretender Posthalter der Stadt Watertown. Danach betrieb er, zunächst mit einem Partner und dann allein, ein Juweliergeschäft. Im Jahr 1869 zog er nach New York City, wo er wieder im Bankgeschäft arbeitete und politisch aktiv wurde. Dort verwaltete er auch das Vermögen seiner Schwägerin, die die Witwe eines ehemaligen Präsidenten der New York Central Railroad war.

## Politische Laufbahn
Roswell Flower wurde Mitglied der Demokratischen Partei. Nach dem Rücktritt des Kongressabgeordneten Levi P. Morton übernahm Flower dessen Sitz im US-Repräsentantenhaus. Dieses Mandat übte er zwischen dem 8. November 1881 und dem 3. März 1883 aus. Zwischen dem 4. März 1889 und dem 3. März 1891 konnte er dann eine weitere Legislaturperiode als Abgeordneter im Kongress absolvieren. Am 3. November 1891 wurde Flowers zum neuen Gouverneur seines Staates gewählt. Dieses Amt bekleidete er zwischen dem 1. Januar 1892 und dem 1. Januar 1895. In dieser Zeit wurde ein neues Bankengesetz verabschiedet. Ein Zusatz zur Staatsverfassung verkürzte die Amtszeit der Gouverneure von drei auf zwei Jahre. Damit war auf diesem Gebiet der Zustand aus der Zeit vor 1874 wiederhergestellt. Flower selbst war davon noch nicht betroffen.

## Weiterer Lebenslauf
Nach Ablauf seiner Gouverneurszeit zog sich Roswell Flower aus der Politik zurück und widmete sich seinen privaten Geschäften. Er starb im Mai 1899 an einem Herzanfall während eines Wochenendausflugs zum Angeln. Er war mit Sarah M. Woodruff verheiratet.